# 大背天蛾
大背天蛾（学名：Meganoton analis）是鱗翅目天蛾科的一种。成虫翅长90毫米左右。头部灰褐色；胸部发达，腹面为白色；腹部背线赭褐色，腹面为白色。前翅赭褐色，密布有灰白色点；后翅赭黄色。老熟幼虫体长82～85毫米，黄绿至草绿色，尾角黄色，密布绿色长刺，向后上方直伸。蛹长47－50毫米。棕黄至棕赭色，头顶外突呈瘤状。以梣树为寄主。分布于中国南方和印度等地。

## 亚种
- 大背天蛾指名亚种 Meganoton analis subsp. analis
- Meganoton analis subsp. gressitti Clark, 1937
- Meganoton analis subsp. subalba Clark, 1923
- Meganoton analis subsp. sugii Cadiou & Holloway, 1989
- 大背天蛾苏门答腊亚种 Meganoton analis subsp. sumatranus Clark, 1924

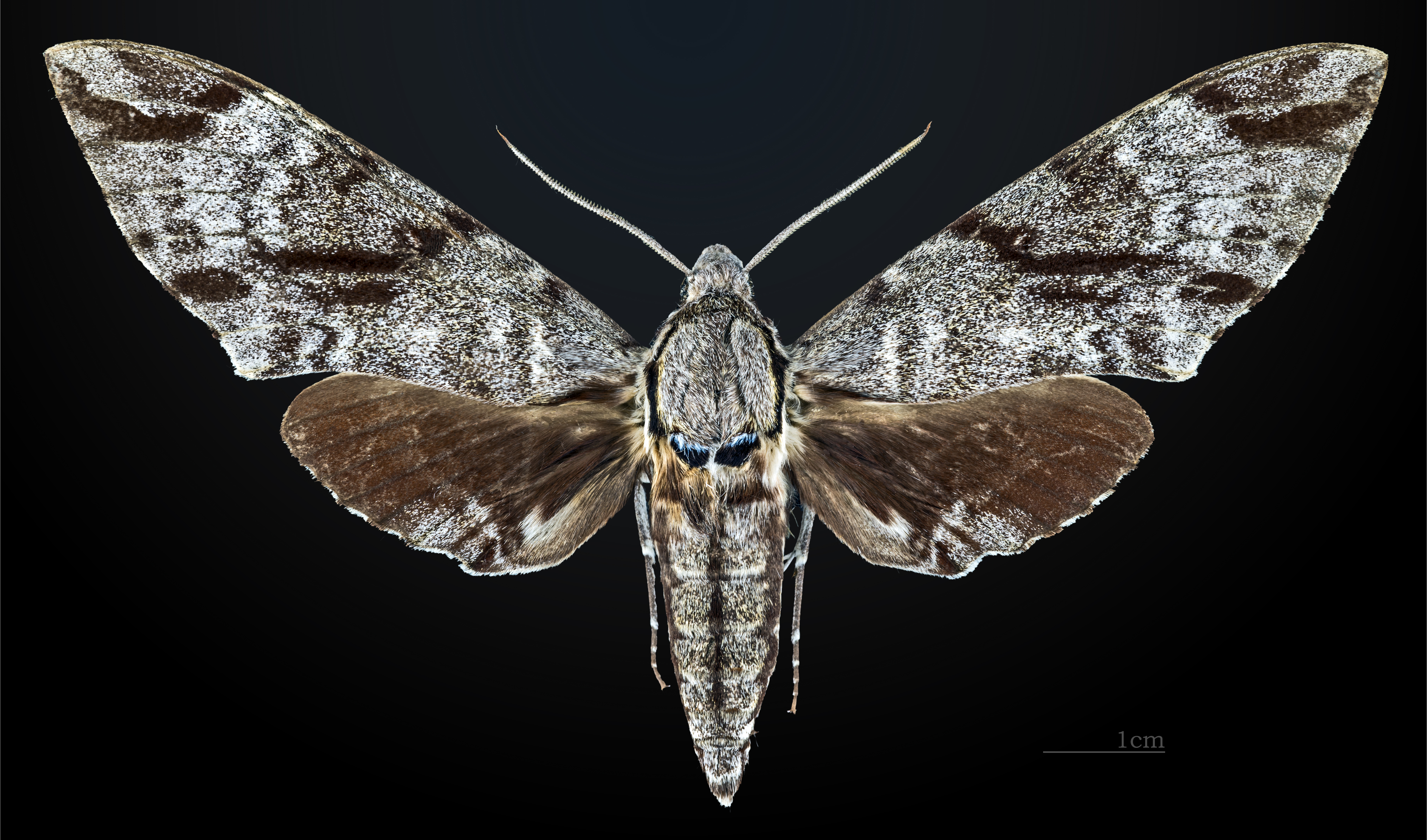
♂
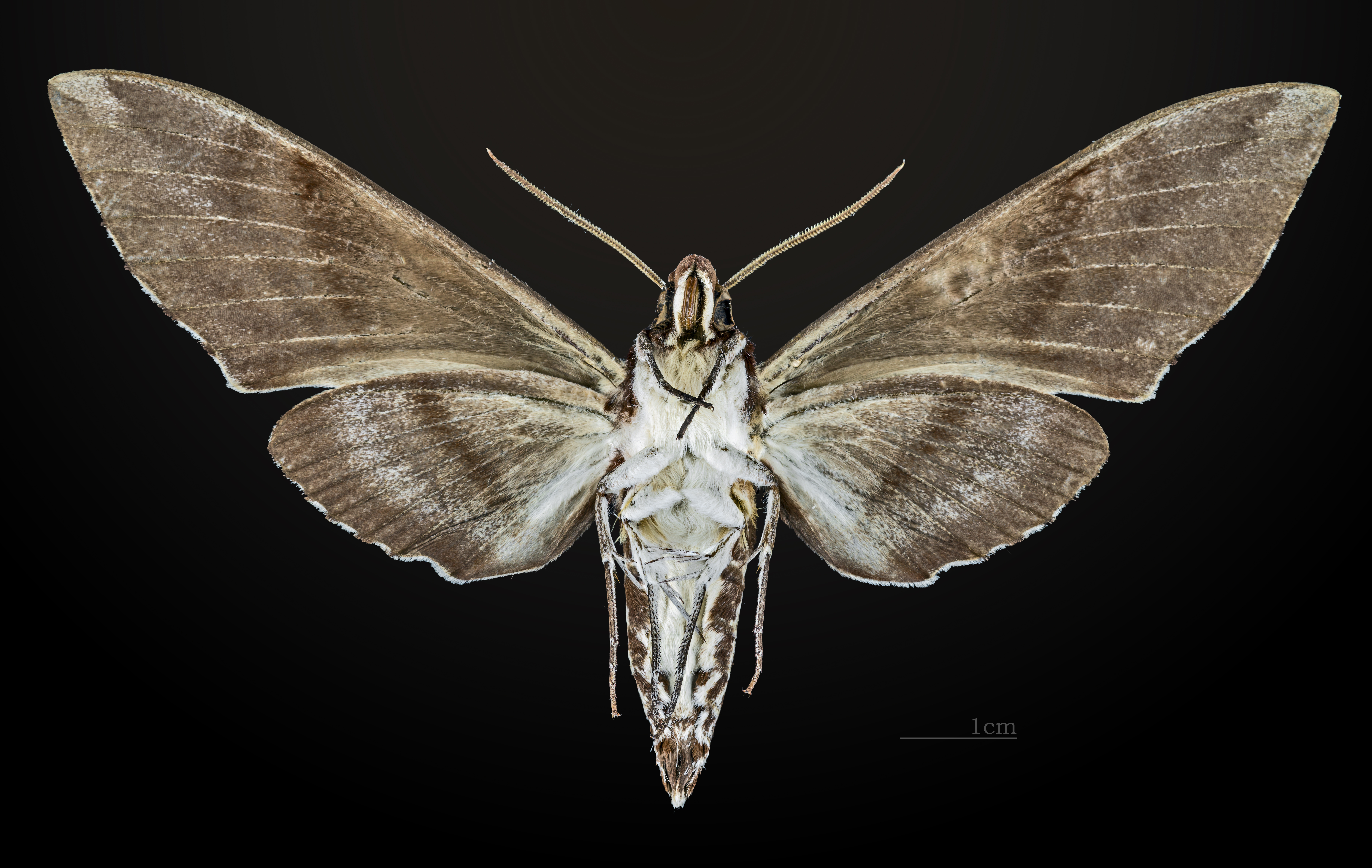
♂ △
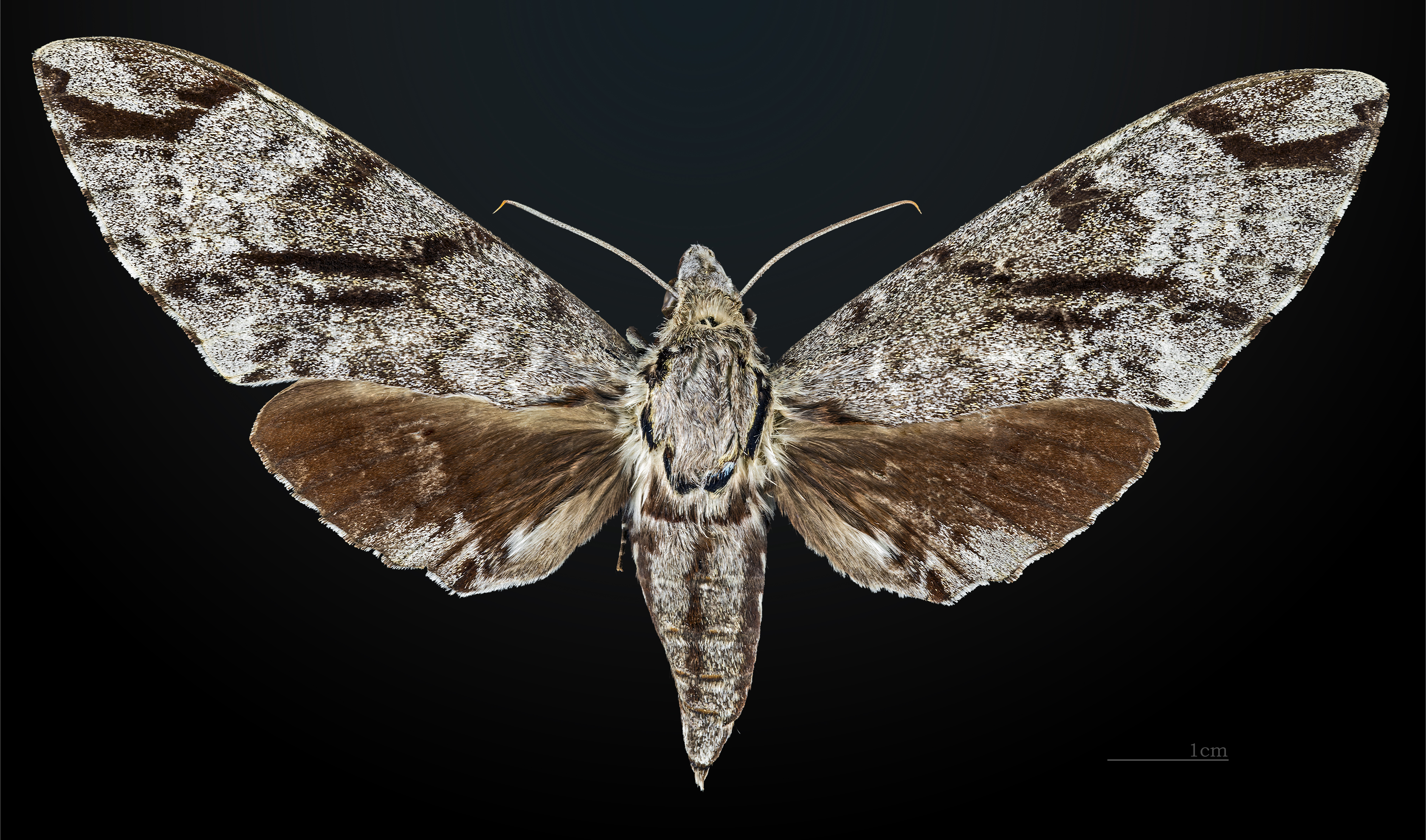
♀
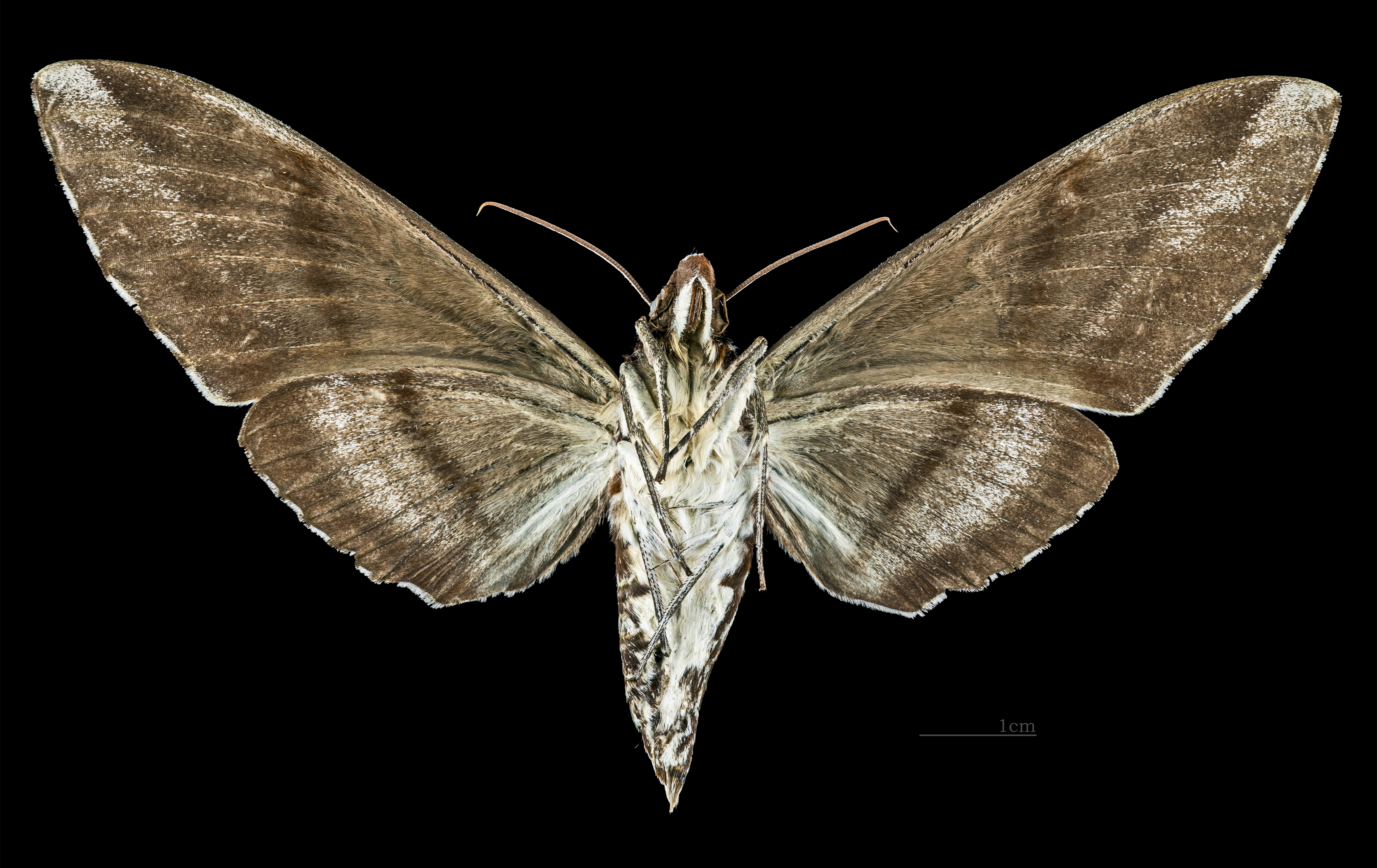
♀ △